# Louis César de La Baume Le Blanc

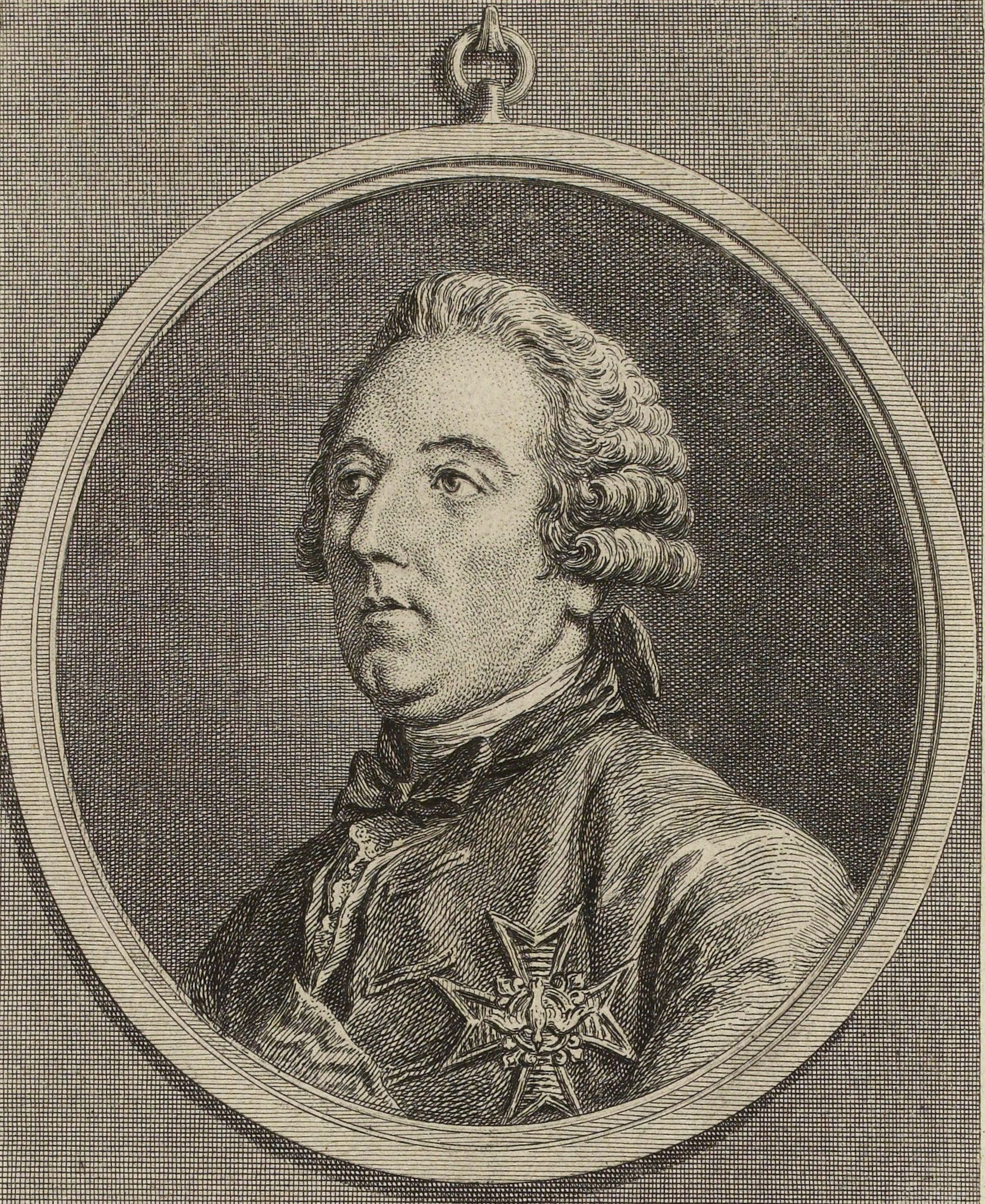
Louis César de La Baume Le Blanc, Duc de La Vallière

Louis César de La Baume Le Blanc, Duc de Vaujours, später Duc de La Vallière (* 9. Oktober 1708 in Paris; † 16. November 1780 ebenda), war ein französischer Militär und Bibliophiler.

## Leben
Louis César de la Baume Le Blanc war der Sohn von Charles François de la Baume Le Blanc, Marquis und später Herzog von La Vallière, Großneffe von Louise de La Vallière, Herzogin von La Vallière, Mätresse von Ludwig XIV., und Marie-Thérèse de Noailles.
Er war ab dem 20. Oktober 1727 Oberst des Infanterieregiments seines Namens. Im Jahr 1730 trat sein Vater zu seinen Gunsten als Pair de France zurück; er wurde daraufhin unter dem Namen Duc de Vaujours bekannt. Im Jahr 1739 erbte er von seinem Vater das Herzogtum La Vallière und das Amt des Gouverneurs des Bourbonnais (Rücktritt im April 1754). Der Herzog von La Vallière wurde am 1. Januar 1740 Brigadier der Infanterie der königlichen Armeen, im März 1748 Capitaine des Chasses de a Capitainerie Royale de Montrouge und im Mai des gleichen Jahres Großfalkner von Frankreich.  Er wurde von Ludwig XV. geschätzt und stand auch Madame de Pompadour nahe, die ihn zum Leiter ihres persönlichen Gesellschaftstheaters ernannte.
Er hatte offenbar einen schlechten Ruf, denn in den geheimen Memoiren von Louis Petit de Bachaumont (19. November 1780) heißt es: „Der Herzog von La Vallière ist gerade gestorben. Er war einer der korruptesten Herren des alten Hofes, ein Freund des verstorbenen Königs und allen seinen Mätressen ergeben. Er verdiente es jedoch, dass man seinen Namen der Nachwelt als ausgezeichneten Autor, Beschützer der Literatur und sogar als Macher erhält. Er hatte einmal seine Bibliothek verkauft, die damals für ihre Manuskripte sehr berühmt war. Er hatte sich eine neue Art von Bibliothek zusammengestellt, die noch sehr wertvoll war; er besaß Gemälde und, modern wie Lucullus, köstliche Gärten, wie dieser Römer.“
Er ist vor allem als einer der größten Bibliophilen des 18. Jahrhunderts bekannt. Mit der Hilfe seines Bibliothekars, Abbé Rive, kaufte er ganze Bibliotheken und verkaufte die Werke, die er doppelt hatte, weiter. Er hinterließ seinen Namen für einen Farbton des Maroquinleders in der Nuance Feuille morte. Seine Bibliothek wurde in drei Versteigerungen in den Jahren 1767, 1783 und 1788 verkauft. Ein Teil davon wurde vom Grafen von Artois erworben und in den Bestand der Bibliothèque de l’Arsenal eingegliedert.
Von 1739 bis 1763 besaß er das Schloss Champs-sur-Marne, das sein Vater 1718 von der Fürstin Conti, der legitimierten Tochter Ludwigs XIV. und Louise de La Vallières, als Alleineigentum erhalten hatte. In Champs-sur-Marne hielt er glänzend Hof und empfing Literaten wie Diderot, Voltaire, d’Alembert und Moncrif. Nachdem er um 1750 sein prächtiges Schloss in Montrouge (das am Ort des heutigen Rathauses von Montrouge stand) gebaut hatte, verließ er Champs, das er an Madame de Pompadour vermietete, und verkaufte es schließlich im Jahr 1763.
Am 2. Februar 1749 wurde er zum Ritter im Orden vom Heiligen Geist ernannt und am 25. Mai 1749 aufgenommen.
Der Herzog von La Vallière ließ Ballets, opera, et autres ouvrages lyriques (1760) und die Bibliothèque du Théâtre-Français (1768, 3 Bde. in-12) herausgeben, deren Hauptredakteur Barthélemy Mercier de Saint-Léger war.
Im Jahr 1777 verschaffte er seinem Schützling Pierre Robert Alixand de Montceau ein Patent als Berater des Königs in seiner Capitainerie des Chasses du Louvre. Diese Geste war nicht ganz uneigennützig, denn er hatte seit Ende des Vorjahres ein Auge auf dessen Tochter geworfen, die sich im Couvent du Petit-Luxembourg in Paris befand. Er tauschte fast eineinhalb Jahre lang Briefe mit ihr aus, die beim Lesen den Eindruck erwecken, dass es sich tatsächlich um eine Liebesbeziehung handelte. Als er am 16. November 1780 starb, hinterließ er der jungen Anne Charlotte Alixand de Montceau, die er „sein schönes Kind“ nannte, eine jährliche Rente von 3.000 Livres.

## Ehe und Familie
Louis César de La Baume Le Blanc heiratete am 19. Februar 1732 Anne-Julie Françoise de Crussol d’Uzès (* 11. Dezember 1713; † 2. Januar 1797), Dame de Wideville, Tochter von Jean Charles de Crussol, Herzog von Uzès, und Anne Marie Marguerite de Bullion; Ihre Kinder sind:
- Charles Marie (* 15. Januar 1736; † in niedrigem Alter)
- Louis César (* August 1738; † 10. November 1738)
- Adrienne-Émilie-Félicité (* 29. August 1740), Duchesse de Châtillon et de La Valliére, Dame de Pagny et de Wideville; ⚭ 4. Oktober 1756 Louis Gaucher de Châtillon (* 27. Juli 1737; † 15. November 1762), Duc de Châtillon (in Mauléon (Deux-Sèvres)); deren Tochter war Louise Emmanuelle de Châtillon.

## Literatur

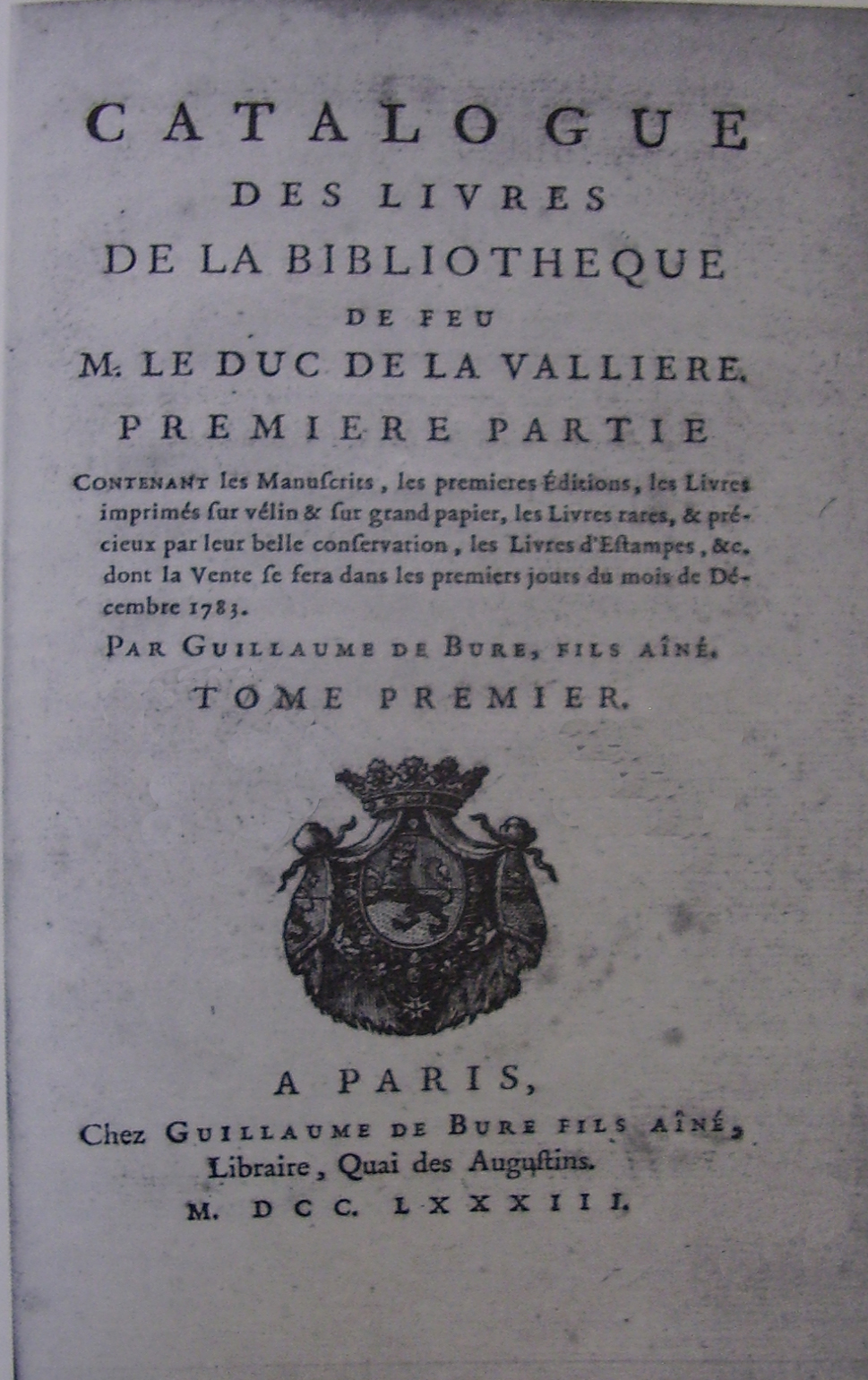
Auktionskatalog, 1. Teil, 1783